# Philogenia championi
Philogenia championi är en trollsländeart som beskrevs av Philip Powell Calvert 1901. Philogenia championi ingår i släktet Philogenia och familjen Megapodagrionidae. IUCN kategoriserar arten globalt som livskraftig. Inga underarter finns listade i Catalogue of Life.